# اودد فهر
اودد فهر (به انگلیسی: Oded Fehr) (زاده ۲۳ نوامبر ۱۹۷۰)، بازیگر اسرائیلی است که از مهم‌ترین نقش آفرینی وی می‌توان به حضور در فیلم‌های مومیایی، بازگشت مومیایی، و بازی در نقش کارلوس اولیویرا در رزیدنت ایول (رزیدنت ایول: آخرالزمان، رزیدنت ایول: انقراض و رزیدنت ایول: قصاص) اشاره کرد.

## فیلموگرافی

### سینما
- بوسه بر آتش (۱۹۹۸)
- مومیایی (۱۹۹۹) در نقش آردت بای
- شیطان بیگالو: مرد جیگالو (۱۹۹۹) در نقش آنتونی لاکونته
- رنجرهای تگزاس (۲۰۰۰) در نقش آنتونی مارسل
- نان و گل سرخ (۲۰۰۰) در نقش خودش-مهمان جشن
- بازگشت مومیایی (۲۰۰۱) در نقش آردت بای
- رزیدنت ایول: آخرالزمان (۲۰۰۴) در نقش کارلوس اولیویرا
- خیال‌باف‌ها: الهام گرفته از یک داستان واقعی (۲۰۰۵) در نقش پرنس سدیر
- شیطان بیگالو: اروپایی جیگالو (۲۰۰۵) در نقش آنتونی لاکونته
- رزیدنت ایول: انقراض (۲۰۰۷) در نقش کارلوس اولیویرا
- خیانت (۲۰۰۸) در نقش الک
- خوشحالی (۲۰۰۹) در نقش چب فلیس
- برای عشق پول (۲۰۱۱) در نقش لوی
- رزیدنت ایول: قصاص (۲۰۱۲) در نقش کارلوس اولیویرا

### تلویزیون
- (قاتل خالص ۱۹۹۸) در نقش ویکتور
- (کلئوپاترا ۱۹۹۹) در نقش کاپیتان مصری
- (شب‌های عربی ۲۰۰۰) در نقش دزد ۲
- (اسکوبی دو: کجاست مومیایی من؟ ۲۰۰۵) در نقش امهل علی اکبر

#### مستند
- Game Over: 'Resident Evil' Reanimated DTV (2004) Himself
- Game Babes (2004) DTV Himself
- Corporate Malfeasance (2004) DTV Himself

### مجموعه تلویزیونی
- تق (۱۹۹۴–۲۰۰۰)
- مخفی (۲۰۰۰) در نقش فرانک داناوان
- درمانگاه پادگان (۲۰۰۲–۲۰۰۳) دکتر نیکولاس کوکوریس
- افسون‌شده (۲۰۰۴–۲۰۰۵) در نقش زانکوی شیطان
- سلول دارای جای خواب (۲۰۰۵–۲۰۰۶) در نقش فاریس ال فاریک
- ساعت یازدهم (۲۰۰۸)
- امور پنهانی در نقش ایال لاوین
- وی (۲۰۱۱) در نقش الی کوهن
- محیطی (۲۰۰۹) در نقش دکتر توماس استتلر
- کوانتیکو (۲۰۱۵) در نقش گریفین ولز

### انیمیشن‌های سریالی
- Justice League  لیگ عدالت
- Justice League Unlimited
- Dr. Fate دکتر سرنوشت

اپیزود:
1. The Terror Beyond" (Parts 1 - 2) (2003)
2. The Return" (2004)
3. Wake the Dead" (2004)
4. The Great Brain Robbery" (2005)

- Batman: The Brave and the Bold بتمن: شجاع و جسور
- Libra لیبرا (برج میزان)

اپیزود:
1. When OMAC Attacks
2. Time Out for Vengeance
3. The Fate of Equinox
4. Mystery in Space

- Young Justice عدالت جوان
- راس الغول

اپیزود:
1. Fireworks (2009)
2. (2010) "Targets"

### بازیگر مهمان
- بابای آمریکایی! (۲۰۰۵) اپیزود: "Stan of Arabia"
- مهره سوخته (۲۰۰۸) اپیزود: Scatter Point
- طراحی توسط جین (۲۰۱۲) اپیزود: The Birkin & The Getaway
- نظم و قانون: لس آنجلس (۲۰۱۲) اپیزود: Hollywood

### بازی ویدئویی
- Champions of Norrath: Realms of EverQuest (2005)